# Paläokonservatismus
Paläokonservatismus (englisch Paleoconservatism) ist eine Strömung der konservativen politischen Philosophie; ihre Vertreter findet man hauptsächlich in den USA.

## Vertreter und Positionen
Der Paläokonservatismus steht in der Tradition der ‚Alten Rechten‘ (Old Right), welche in den 1930er und 1940er Jahren gegen den New Deal opponierte. Sie betonen Werte wie Tradition, Minimalstaatlichkeit, Antikommunismus, befürworten eine protektionistische Außenhandelspolitik und sind entschiedene Gegner von Sozialstaat, Individualismus und Immigration. Paläokonservative betonen Werte wie die traditionelle Familie und die christlich-abendländische Kultur. Sie lehnen gleichgeschlechtliche Ehen, Abtreibungen, die Säkularisierung und die Akzeptanz von Geschlechtsidentitäten entschieden ab.
Im Unterschied zu den Neokonservativen stehen sie auch dem Imperialismus bzw. dem Neoimperialismus und einer interventionistischen Außenpolitik der Vereinigten Staaten ablehnend gegenüber. Diese Einstellung sowie ihr traditionelles Wertesystem teilen sie mit den sogenannten Paläolibertären. In Fragen der Wirtschaft neigen sie zum Protektionismus; vgl. Isolationismus. Oft besteht eine inhaltliche Nähe zum Distributismus.
Politisch ist die paläokonservative Bewegung in der Constitution Party organisiert, aber auch als eine kleinere Strömung in der Republikanischen Partei.
Zu den bekanntesten Paläokonservativen zählen Pat Buchanan und Paul Gottfried. Auch der britische Philosoph Roger Scruton wird häufig als „paläokonservativ“ bezeichnet. Die protektionistische Wirtschaftspolitik und die tendenziell isolationistische Außenpolitik des US-Präsidenten Donald Trump wiesen nach Einschätzung der linksliberalen Website Vox paläokonservative Anteile auf.
Wesentliches publizistisches Forum der Paläokonservativen in den USA ist die seit 2002 erscheinende Zeitschrift The American Conservative. Der ehemalige Fox-News-Fernsehmoderator Tucker Carlson hat in seiner Sendung regelmäßig paläokonservative Positionen vertreten und erreichte damit im Jahr 2021 die meisten Zuschauer aller Cable-News-Programme in den USA. Thomas Fleming gab bis 2015 die paläokonservative Zeitschrift Chronicles. Magazine of American Culture (seit 1977) heraus, gegenwärtig Paul Gottfried (* 1941). Daneben erscheint Intellectual Takeout, ein Online-Magazin, für das u. a. Annie Holmquist schreibt. Dahinter steht der Think Tank Charlemagne Institute in Bloomington.